# Jakob Fürchtegott Dielmann
Jakob Fürchtegott Dielmann est un artiste peintre et illustrateur allemand, né le 9 septembre 1809 à Francfort-sur-le-Main où il est mort le 30 mai 1885.

## Biographie
Fils d'un jardinier, Dielmann, après un apprentissage en lithographie chez J. C. Vogelschen à Francfort, entre à l'École Städel et devient l'élève de Carl Friedrich Wendelstadt (de) entre 1825 à 1827. Il se lie d'amitié avec son condisciple Jakob Becker ; boursiers, ils fréquentent ensuite l'académie des beaux-arts de Düsseldorf jusqu'en 1835. Dielmann y reçoit principalement l'enseignement de Johann Wilhelm Schirmer. Il développe son propre style, privilégiant la peinture de genre. Il compose également des paysages, inspirés de la Rhénanie, du Main et de la Hesse.
En 1841, Dielmann rend visite pour la première fois à Gerhardt Wilhelm von Reutern (de), qui vivait à Willingshausen, et rejoint brièvement la colonie de peintres qui s'était formée là. Il produit alors de nombreuses peintures de genre, représentant le quotidien des villageois en costumes traditionnels de la Schwalm.
À partir de 1842, il emménage dans un atelier à la Städelschule de Francfort et devient le professeur de Philipp Rumpf (de). Il se lie d'amitié avec Anton Burger. Avec ce dernier, il décide, vers 1858, de fonder une communauté artistique à Kronberg im Taunus, où ils s'installent définitivement à partir de 1861. Cette colonie de peintres (de) va devenir pérenne et s'y croiseront de nombreuses personnalités durant plusieurs décennies.
Les dix dernières années de sa vie furent marquées par une infirmité qui limitèrent ses capacités à peindre.
Outre des peintures de genre et des paysages, Dielmann produisit des illustrations pour des éditeurs, entre autres sur le vieux Francfort, qui furent souvent traduites sous la forme de lithographies.

Quelques œuvres de Dielmann
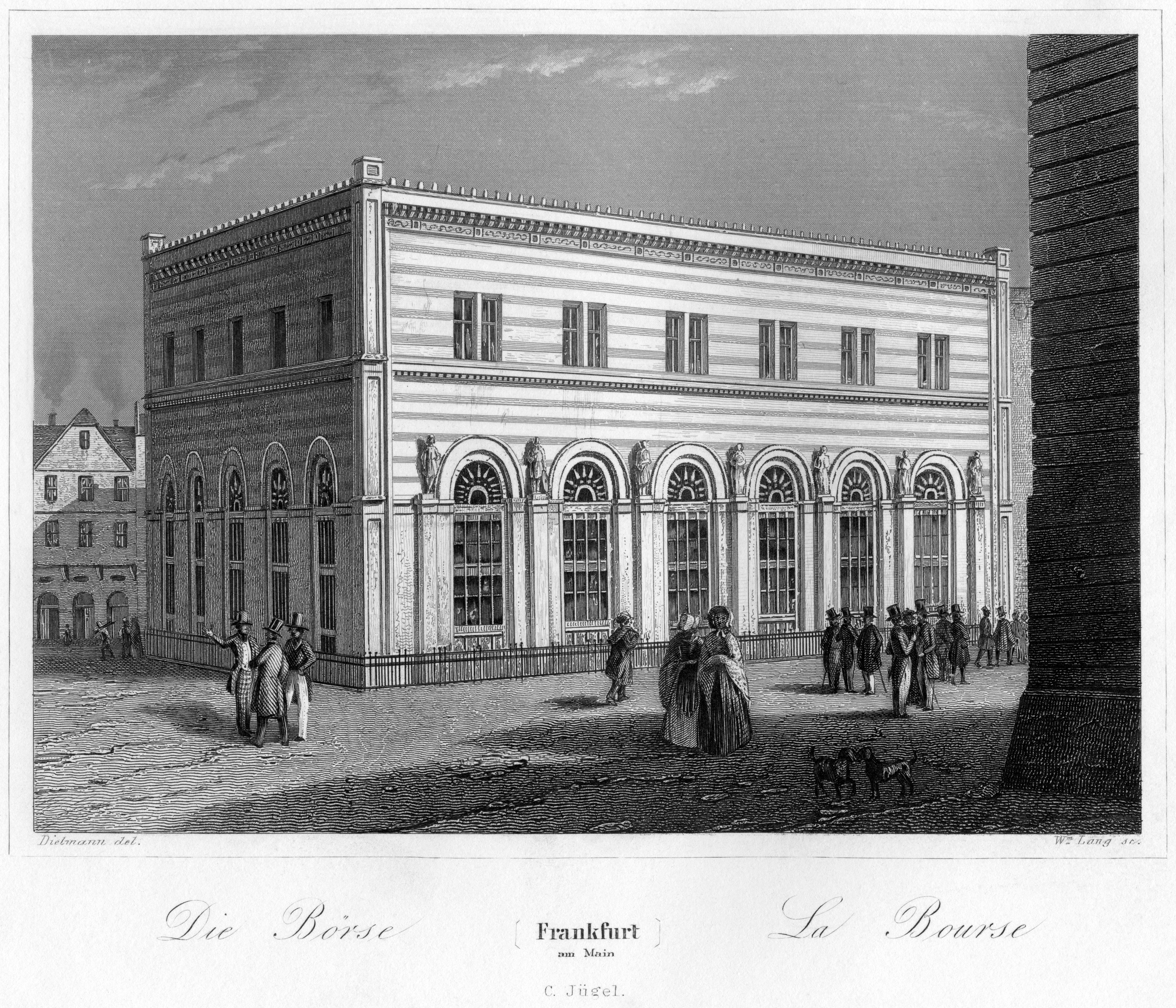
La Bourse de Francfort (de) (1845), lithographie éditée par Wilhelm Lang.
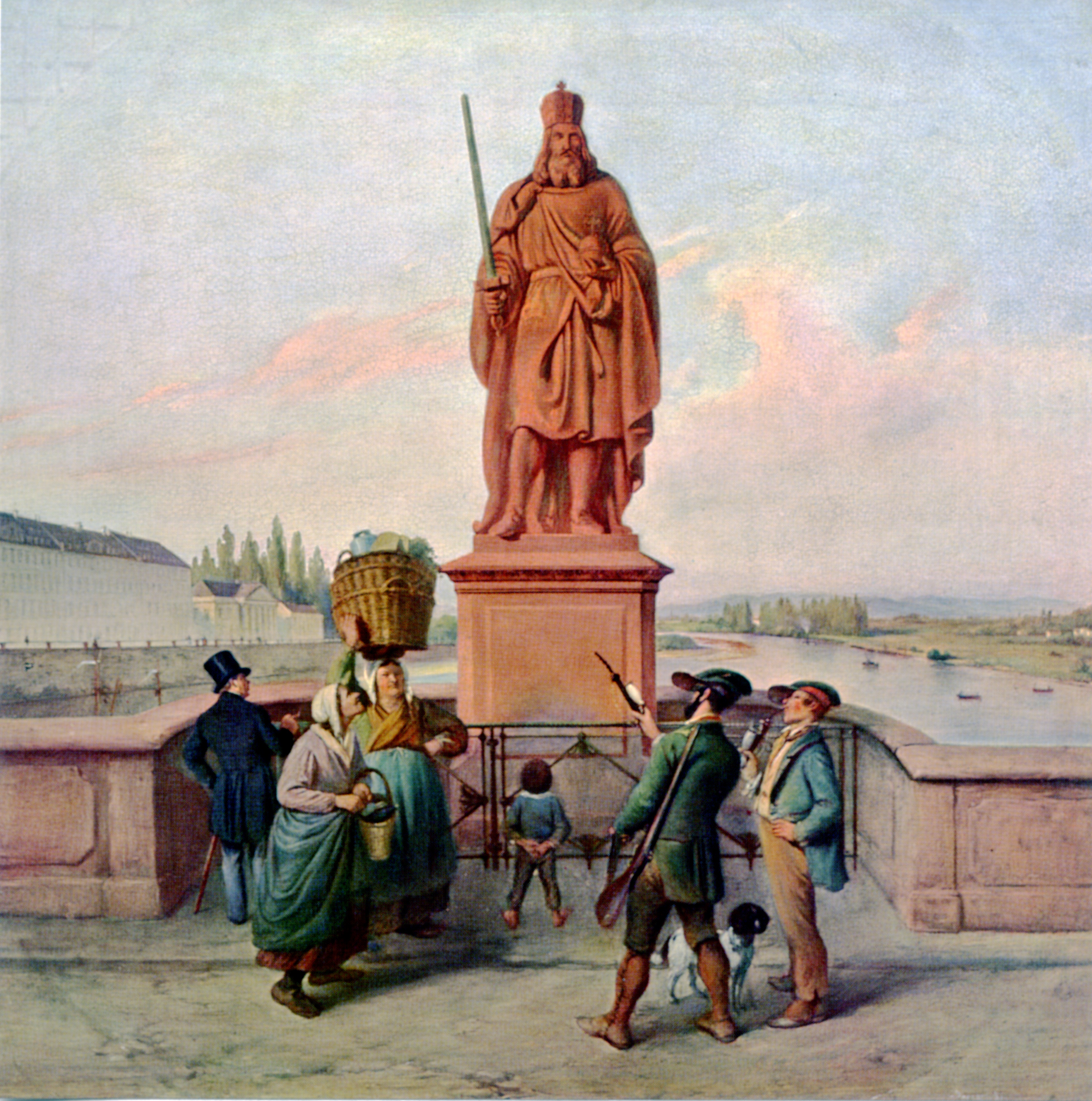
Denkmal Kaiser Karls des Großen auf der Alten Brücke in Frankfurt[a] (vers 1845).
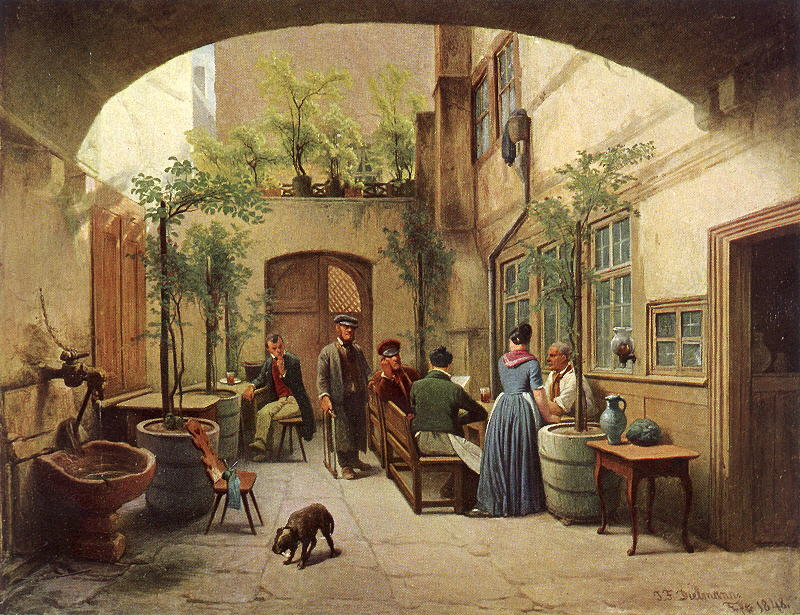
Das Brauhaus in der Gelnhäuser Gasse zu Frankfurt[b] (1848).
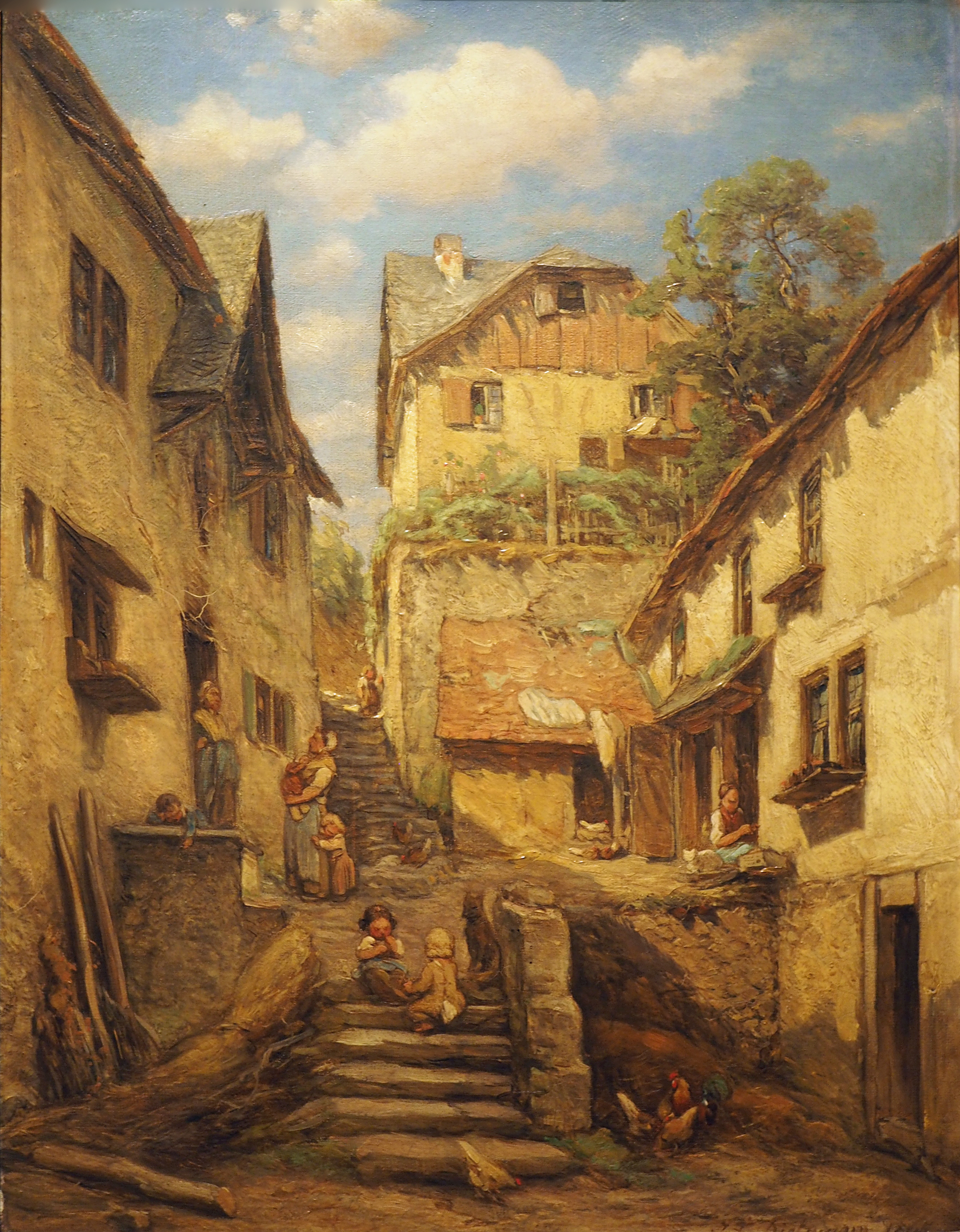
Treppenaufgang an der Eichengasse in Kronberg[c] (1865), musée de Kronberg.